# 쿠리야마 치아키
쿠리야마 치아키(일본어: 栗山 千明 구리야마 지아키[*], 1984년 10월 10일~)는 일본의 배우이다.
이바라키현 쓰치우라시 출신이며, 스페이스 크래프트 소속이다.

## 내력
1989년, 5살 때 어머니가 연예 사무소에 들여보낸다. 〈피치레몬〉 〈니컬라〉 등, 틴 잡지에서 패션 모델로서 활동.
1997년, 시노야마 키신 촬영의 사진집 《신화 소녀~쿠리야마 치아키~》를 신쵸샤로부터 출판. 키가 162 cm에서 자라지 않아, 배우로 전신하는 것을 결의한다.
1999년, 제1회 미스 도쿄 워커를 수상. 영화 《사국》으로 배우 데뷔.
2000년, 영화 《배틀 로얄》에 출연.
2003년, 《배틀 로얄》에서의 연기가 쿠엔틴 타란티노의 눈에 띄게 되어 《킬 빌 Vol.1》에 출연. 《뉴욕 타임즈 매거진》에서 〈Great Performers 2003〉의 한 명으로 소개되어, 우마 서먼과의 전투 장면이 《The MTV Movie Awards 2004》에서 〈Best Fight상〉을 수상.
2004년, 《하현달~라스트 쿼터~》으로 영화 첫 주연.
2005년, 시세이도 〈MAQuillAGE〉의 광고에 기용된다.
2006년, 〈제3회 The Beauty Week Award 2006의 여배우 롱 헤어 부문〉을 수상.
2007년, 영화 《에쿠스테》로 주연. 드라마 《하게타카》, 《특급 타나카 3호》에 출연. 10월 1일, 〈제7회 베스트 레더니스트상〉을 수상. 11월, 2007년도 베스트 드레서상을 수상.
2010년 2월, OVA 작품 《기동 전사 건담 UC》 (episode1)의 주제가인 〈유성의 눈물〉로 가수 데뷔.
2011년 2월 12일, 시부야 AX에서 개최된 〈Winter'11 밸런타인 스페셜 라이브 supported by Ghana〉에 스페셜 게스트로서 출연. 10월, 《비밀 첩보원 에리카》로 드라마 단독 첫 주연. 《츠카하라 보쿠덴》과 NHK 연속 TV 소설 《카네이션》에도 출연.
2012년, 《익스펜더블 2》로 영화 성우에 첫 도전.
2013년, 《ATARU》의 에비나 마이코 역으로 잡지 《TVnavi》 독자가 뽑은 〈드라마 오브 더 이어 2012〉 최우수 조연 여우상을 수상.
2014년 3월, 〈아시안 필름 어워드 (AFA) 특별 세리머니〉에서 〈아시안 라이징 스타상〉을 수상.

## 인물
- 일본 음악 고등학교 졸업.

## 출연

### 영화
- 화장실의 하나코(1995년, 쇼치쿠) - 여자 아동 역
- GONIN(1995년, 쇼치쿠) - 오기와라 쇼헤이의 딸 역
- 사국(1999년, 토호) - 히우라 사요리 역
- 가면 학원(2000년, 토에이) - 도지마 레이카 역
- 배틀 로얄(2000년, 토에이) - 치구사 타카코 역
  - 배틀 로얄 특별편(2001년)
- 킬 빌 Vol.1(2003년, 가가) - GOGO 유바리 역
- 언젠가 A 열차에 타서(2003년, 시네마 크롯키오) - 노구치 유키 역
- 하현달~라스트 쿼터~(2004년, 쇼치쿠) - 주연·모치즈키 미즈키 역
- MAIL(2005년) - 미코토 역
- 아즈미 2 Death or Love(2005년, 토호) - 코즈에 역
- 요괴 대전쟁(2005년, 쇼치쿠)
- Into the Sun(2005년, 소니 픽처즈) - 아야코 역
- 스크랩 헤븐(2005년, 오피스 시로우즈/시네콰논) - 후지무라 사키 역
- 키사라즈 캐츠아이 월드 시리즈(2006년, 아스믹 에이스) - 스기모토 아야코 역
- 에쿠스테(2007년, 토에이) - 주연·미즈시마 유코 역
- 텐구 외전(2007년) - 주연
- KIDS(2008년, 토에이) - 시호 역
- GS 원더랜드(2008년, 데스페라도/닛카츠) - 주연·오노 미쿠 역
- 코모리 생활 향상 클럽(2008년, 팬텀 필름) - 오이카와 시즈에 역
- 카모가와 호르모(2009년, 쇼치쿠) - 쿠스노키 후미 역
- 하게타카(2009년, 토호) - 미시마 유카 역
- NECK(2010년, 아스믹 에이스) - 아카사카 에이코 역(특별 출연)
- 고스트 라이터 호텔(2012년) - 나오코 역
- 드래곤 에이지(2012년) - 카산드라 역
- 극장판 SPEC 시리즈(토호) - 아오이케 사토코 역
  - 극장판 SPEC~천~(2012년)
  - 극장판 SPEC~클로즈~ 전편/후편(2013년)
- 도서관 전쟁 시리즈(토호) - 시바사키 아사코 역(특별 출연)
  - 도서관 전쟁(2013년)
  - 도서관 전쟁 THE LAST MISSION(2015년)
- 극장판 ATARU THE FIRST LOVE & THE LAST KILL(2013년, 토호) - 에비나 마이코 역
- 팀 바티스타 FINAL 케르베로스의 초상(2014년, 토호) - 사쿠라노미야 스미레 역
- 씨 뿌리는 여행자 쿠니우미의 고향(2015년, 쇼치쿠) - 주연·케이코 역
- 비밀 THE TOP SECRET(2016년, 쇼치쿠) - 미요시 유키코 역
- 무한의 주인(2017년, 워너 브라더스 영화) - 햐쿠린 역

### 드라마
- 파파 서바이벌 제4화(1995년 7월 23일, TBS)
- 사이코메트러 EIJI 제2화(1997년 1월 18일, 닛폰 TV)
- 낫 짱네 제1화 〈낫 짱네 인형〉(1998년 10월 3일, TV 아사히)
- 무서운 동화 〈엄지 공주〉(1999년 9월~10월, TBS) - 주연·마치다 사에코 역
- 얼음의 세계(1999년 10월~12월, 후지 TV) - 에기 토오코(소녀 시절) 역
- 캐치 볼 날씨(1999년 11월 19일, 후지 TV) - 나이토 요시미 역
- 여섯 번째 사요코(2000년 4월~6월, NHK 교육) - 츠무라 사요코 역
- o-daiba.com(후지 TV) - 나루세 카즈미 역
  - 비밀 구락부 o-daiba.com(2000년 10월~2001년 3월)
  - 주식회사 o-daiba.com~미소녀 IT 전사 리얼 시스터즈(2001년 4월~9월)
  - o-daiba.com 외전 아카네조 참상!(2001년 10월 22일)
  - o-daiba.com 외전 넷 스타 탄생!(2001년 11월 19일)
  - o-daiba.com 외전 리얼 시스터즈 교토 모정(2002년 1월 21일)
- 러브 차트 Chat.7 〈사랑하는 유전자〉(2000년 6월 19일, 후지 TV) - 유키 역
- 취직(2000년 11월, 후지 TV) - 타카다 치나츠 역
- 다중 인격 탐정 사이코 제3화(2000년 5월, WOWOW)
- 마리아 제2화(2001년 7월 11일, TBS) - 나가사키 미즈에 역
- 하트 제5·9화(2001년 9월 10일·10월 29일, NHK)
- R-17 제1~2화(2001년 4월 12일~19일, TV 아사히) - 마루야마 사오리 역
- 여름 소녀 우메코(2001년 9월 16일, BS-i)
- 러시안 타코야키(2001년, 칸사이 TV)
- 교토 미궁 안내 4 제10화(2002년 3월 14일, TV 아사히) - 아카네 역
- 미노 몬타의 인생 상담 데카(2002년 10월 1일, 닛폰 TV)
- 여왕봉(2006년 1월 6일, 후지 TV) - 다이도지 토모코 역
- 마키아쥬 드라마 스페셜 〈우먼즈 아일랜드~그녀들의 선택~〉(2006년 2월 24일, 닛폰 TV) - 후지시마 레이 역
- 봄, 바니스에서(2006년, WOWOW) - 사쿠라이 사에 역
- 숨겨진 태엽장치(2006년 9월 13일, TBS) - 하나야마 카린 역
- 더! 세계 교텐 뉴스 긴급 특별판~떨어진 우상 빛 클럽 사건(2006년 6월 28일, 닛폰 TV)
- 하게타카(2007년 2월~3월, NHK) - 미시마 유카 역
- 특급 타나카 3호(2007년 4월~6월, TBS) - 메구로 테루미 역
- 내일의, 키타 요시오~세계에서 가장 불행한 남자의, 기적의 11일간~(2008년 1월~3월, 칸사이 TV) - 하세가와 리카 역
- 로스:타임:라이프 특별판(2008년 4월, 후지 TV) - 쿠로사키 사야카 역
- 시리우스의 길(2008년 9월 14일, WOWOW) - 히라노 유카 역
- 나니와의 꽃~오가타 코안 사건 수첩~(2009년 1월~3월, NHK) - 사콘·오사에 역
- 경관의 피(2009년 2월 7일~8일, TV 아사히) - 나가미 유카 역
- 그 때까지 안녕(2010년 2월 14일, WOWOW) - 미야마에 하루코 역
- 데카 007(2010년 4월 26일, 닛폰 TV) - 카와무라 사유리 역
- 아타미의 수사관(2010년 7월~9월, TV 아사히) - 키타지마 사에 역
- 사랑하는 일본어 제4화(2011년 2월 11일, NHK)
- 동기(2011년 2월, WOWOW) - 미치루 역
- 리바운드(2011년 4월~6월, 닛폰 TV) - 미무라 히토미 역
- 츠카하라 보쿠덴(2011년 10월~11월, NHK) - 츠카하라 마히로 역
- 비밀 첩보원 에리카(2011년 10월~12월, 요미우리 TV) - 주연·에리카 역
- 카네이션(2011년 10월~2012년, NHK) - 요시다 나츠 역
- ATARU(2012년 4월~6월, TBS) - 에비나 마이코 역
  - ATARU 스페셜~뉴욕으로부터의 도전장!!~(2013년 1월 6일)
- 실험 형사 토토리(2012년 11월~12월, NHK) - 마코링 역
  - 실험 형사 토토리 2(2013년 10월~11월)
- 배달되고 싶은 우리(2013년 5월~6월, WOWOW) - 오카에 역
- 괴물(2013년 6월 27일, 요미우리 TV) - 이시카와 에미 역(특별 출연)
- 사형대의 72시간(2013년 11월 26일~12월 3일, NHK BS 프리미엄) - 주연·나츠키 키리코 역
- 팀 바티스타 4 나전미궁(2014년 1월~3월, 칸사이 TV) - 사쿠라노미야 스미레 역
- 앨리스의 가시(2014년 4월~6월, TBS) - 호시노 미우 역
- 살인 편차치 70(2014년 7월 2일, 닛폰 TV) - 니시우라 사나 역
- Dr.너스 에이드(2014년 11월 7일, 닛폰 TV) - 하야시 코토미 역
- 멋진 선TAXI 제6화(2014년 11월 18일, 칸사이 TV) - 시바야마 미소라 역
- 수렵 유키 공주(2014년 11월 29일, 칸사이 TV) - 나카니시 카에데 역
- 앨저넌에게 꽃을(2015년 4월~6월, TBS) - 모치즈키 하루카 역
- HEAT(2015년 7월~9월, 칸사이 TV) - 아즈미 사쿠라 역
- 독안룡♡신부 도중(2015년 7월 29일, NHK BS 프리미엄) - 미키 역
- 도서관 전쟁 BOOK OF MEMORIES(2015년 10월 5일, TBS) - 시바사키 아사코 역(특별 출연)
- 노부나가 불타다(2016년 1월 2일, TV 도쿄) - 카쥬지 하루코 역
- 불쾌한 과실(2016년 4월~6월, TV 아사히) - 주연·미즈코시 마야코 역
  - 불쾌한 과실 스페셜~3년째의 바람~(2017년 1월)
- 카피 페이스~사라진 나~(2016년 11월~12월, NHK) - 주연

### 무대
- 도겐의 모험(2008년)
- 코스트 오브 유토피아(2009년)